# Бёрк, Эдмунд
Эдмунд Бёрк (англ. Edmund Burke; 12 января 1729, Дублин — 9 июля 1797, Биконсфилд, Бакингемшир) — англо-ирландский парламентарий, политический деятель, публицист эпохи Просвещения, родоначальник идеологии консерватизма. 
Э. Бёрк был членом парламента с 1766 года по 1794 год в Палате общин, и был сторонником укрепления добродетелей в обществе и важности религиозных институтов для моральной стабильности и блага государства. Эти взгляды были выражены в его книге «Оправдание естественного общества» (A Vindication of Natural Society). Он раскритиковал британское отношение к американским колониям, в том числе посредством налоговой политики. Бёрк также поддержал права колонистов на сопротивление центральной власти, хотя выступал против попытки добиться независимости.
Известен поддержкой католической эмансипации и импичмента Уоррена Гастингса из Ост-Индской компании, а также резкой критикой Французской революции. В своих «Размышлениях о революции во Франции» Бёрк утверждал, что революция разрушает ткань хорошего общества и традиционных институтов государства и общества, и осудил последовавшие за этим преследования католической церкви. Это привело к тому, что он стал ведущей фигурой правого крыла Партии вигов, которое он называл «Старыми вигами», в отличие от симпатизантов французской революции, «Новых вигов», во главе с Чарльзом Джеймсом Фоксом. В XIX веке Бёрка хвалили как консерваторы, так и либералы. Впоследствии, в XX веке, он стал широко рассматриваться как философ и основатель современного консерватизма.

## Биография
Бёрк родился в Дублине в 1729 году в семье судебного поверенного англиканского вероисповедания и матери-католички. Был воспитан в англиканстве, а его сестра в католицизме.
После окончания Тринити-колледжа в Дублине переехал в 1750 году в Лондон, чтобы изучать юриспруденцию; оставил изучение права, чтобы стать писателем. В 1758 основал ежегодный альманах Annual Register — обзор мировых событий, который издавал на протяжении 30 лет. В 1765 году Бёрк стал личным секретарём премьер-министра Англии маркиза Рокингема (от партии вигов), а вскоре и членом парламента.
Бёрк выступал за более терпимое отношение к английским колониям в Америке и настаивал на отмене правительством Акта о гербовом сборе, предусматривавшего налогообложение колоний и вызывавшего большое недовольство у колонистов. Он критиковал английское правление в Ирландии, особенно за дискриминацию католиков. Бёрк был против попыток Георга III усилить королевскую власть и доказывал необходимость создания политических партий, которые могли бы отстаивать свои ясные и твёрдые принципы.
В течение многих лет Бёрк выступал за реформирование управления колониальной Индией, которая в то время находилась под контролем Ост-Индской компании. В 1785 году он добился отстранения от управления компанией самого талантливого и успешного из всех британских наместников Индии, Уоррена Гастингса. У Бёрка с Гастингсом вышел идеологический спор, не потерявший актуальности и в наши дни: Бёрк настаивал на неукоснительном воплощении в Индии британских законов как основанных на естественном праве, присущем всем людям без исключения, а Гастингс парировал тем, что западные представления о праве и законности вообще неприменимы на Востоке.

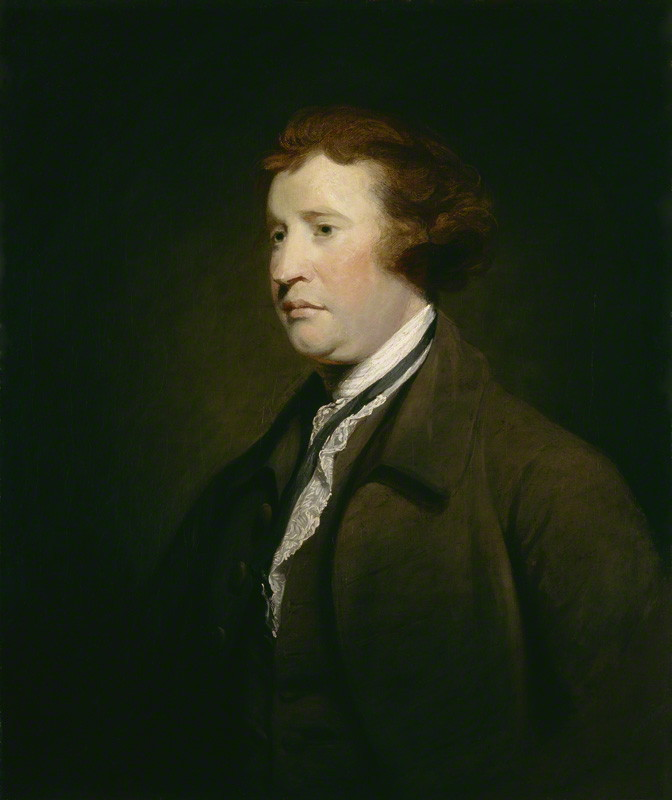
Портрет Эдмунда Бёрка (около 1770)

Разразившаяся в 1789 году Великая французская революция положила конец долгой дружбе Бёрка с вождём английских либералов, Чарльзом Фоксом. Как и многие другие борцы за свободу личности, Фокс приветствовал события во Франции, в то время как Бёрк воспринял их крайне негативно, считал их ужасной демонстрацией власти толпы и подверг резкой критике. В книге «Размышления о Французской революции», опубликованной в 1790 году и положившей начало неоконченной до сих пор дискуссии, Бёрк показал свою убеждённость в том, что свобода может быть только в рамках закона и порядка и что реформы должны осуществляться эволюционным, а не революционным путём. В итоге взгляды Бёрка возобладали и убедили большинство вигов поддержать решение правительства консерваторов (тори) Уильяма Питта Младшего вступить в войну с Францией. Этот труд вошёл в историю общественной мысли как классическое изложение принципов консервативной идеологии.

## Политические взгляды
Политические взгляды Бёрка наиболее последовательно отразились в его памфлетах против Французской революции. Бёрк первым подверг идеологию французских революционеров систематической и безжалостной критике. Корень зла он видел в пренебрежении традициями и ценностями, унаследованными от предков, в том, что революция бездумно уничтожает духовные ресурсы общества и накопившееся столетиями культурно-идеологическое наследие. Радикализму французских революционеров он противопоставлял неписаную британскую конституцию и её основные ценности: заботу о политической преемственности и естественном развитии, уважение к практической традиции и конкретным правам вместо абстрактной идеи закона, умозрительных построений и основанных на них нововведениях. Бёрк полагал, что общество должно принять за должное существование иерархической системы среди людей, что ввиду несовершенства любых человеческих ухищрений искусственное перераспределение собственности может обернуться для общества катастрофой.

## Эстетические взгляды
«Философское исследование о происхождении наших идей возвышенного и прекрасного» — юношеская работа о происхождении понятий возвышенного и прекрасного. Опубликована в 1756 году, но написана гораздо раньше, может быть, уже в 19-летнем возрасте. Этот трактат обратил на себя внимание Лессинга и Гердера, заняв важное место в истории эстетических теорий. Бёрк полагал, что для открытия эстетических законов следует исходить не из самих произведений искусства, а из душевных побуждений человека.
Бёрку часто приписывается фраза
Единственное, что нужно для триумфа зла — это чтобы хорошие люди ничего не делали (англ. The only thing necessary for the triumph of evil is for good men to do nothing)
При этом нет данных, что он говорил или писал об этом именно в такой формулировке. Спустя век после Бёрка похожую мысль высказывал Джон Стюарт Милль. Автор конкретной цитаты остаётся неизвестным, возможно, она является компиляцией нескольких высказываний.

## Публикации на русском языке
- Философское исследование о происхождении наших идей возвышенного и прекрасного [1757]. — М.: Искусство, 1979. — (История эстетики в памятниках и документах).
- Эгалитаристские памфлеты в Англии середины XVIII в. / Вст. ст., пер. с англ., комментарий А. В. Чудинова. — М.: Наука, 1992. — 368 с.
- Размышления о революции во Франции. Архивная копия от 26 февраля 2021 на Wayback Machine — London: Overseas Publications Interchange Ltd, 1992. — 413 с. (то же — М.: Рудомино, 1993)
- Залог успеха — не наличие, а отсутствие таланта…: Ранние эссе Архивная копия от 17 февраля 2012 на Wayback Machine // Вопросы литературы. — 2008. — № 1.
- Политика, правление и общество. (2001) — М.: Канон-пресс-Ц, Кучково поле.